# Panství Downton
Panství Downton (v anglickém originále Downton Abbey) je britský televizní seriál z produkce společnosti ITV. Dramatický výpravný seriál se odehrává ve smyšleném panství Downton za vlády krále Jiřího V.; děj začíná roku 1912 zprávou o potopení Titaniku a pokračuje až do roku 1925, kde končí poslední, šestá řada.
V ČR bylo odvysíláno všech 6 řad na televizním kanále ČT2.
V září roku 2019 byl do kin uveden stejnojmenný film, který rozvíjí příběh seriálu.

## Děj
Děj začíná zprávou o ztroskotání Titaniku. Od tohoto okamžiku se rozvíjí příběh šlechtické rodiny Crawleyových, hraběte a hraběnky z Granthamu a jejich služebnictva. Seriál představuje třídní systém, kde rodina Crawleyových žije se svými tajemstvími a dědictvím v přijímacích pokojích a ložnicích, a dole pod schody žije služebnictvo, se svými plány, intrikami a láskami. Část služebnictva je rodině a stávajícímu způsobu života oddána, jiní si hledají svoji cestu za emancipací.

## Obsazení
Hlavní postavy seriálu a jejich obsazení:
| Herec                 | Postava                                          | Role                                               | Český dabing          | Série       |
| --------------------- | ------------------------------------------------ | -------------------------------------------------- | --------------------- | ----------- |
| Hugh Bonneville       | Robert Crawley, hrabě z Granthamu                | Hrabě z Granthamu                                  | Libor Hruška          | 1,2,3,4,5,6 |
| Jessica Brown Findlay | Lady Sybil Bransonová (roz. Crawleyová) †        | Dcera hraběte z Granthamu                          | Klára Jandová         | 1,2,3       |
| Laura Carmichael      | Lady Edith Pelhamová (roz. Crawleyová)           | Dcera hraběte z Granthamu                          | Jitka Moučková        | 1,2,3,4,5,6 |
| Jim Carter            | Charles Carson                                   | Majordom na Downtonu                               | Jiří Plachý           | 1,2,3,4,5,6 |
| Brendan Coyle         | John Bates                                       | Komorník lorda z Granthamu                         | Igor Bareš            | 1,2,3,4,5,6 |
| Michelle Dockeryová   | Lady Mary Talbotová (roz. Crawleyová)            | Dcera hraběte z Granthamu                          | Tereza Bebarová       | 1,2,3,4,5,6 |
| Siobhan Finneran      | Sarah O'Brienová                                 | Bývalá komorná lady Granthamové                    | Apolena Veldová       | 1,2,3       |
| Joanne Froggatt       | Anna Batesová (roz. Smithová)                    | Komorná lady Mary Talbotové                        | Andrea Elsnerová      | 1,2,3,4,5,6 |
| Thomas Howes          | William Mason †                                  | Lokaj                                              | Kryštof Hádek         | 1,2         |
| Rob James-Collier     | Thomas Barrow                                    | Lokaj, později zástupce majordoma                  | Martin Písařík        | 1,2,3,4,5,6 |
| Rose Leslie           | Gwen Hardingová (roz. Dawsonová)                 | Služebná                                           | Zuzana Ďurdinová      | 1,6         |
| Phyllis Logan         | Elsie Carsonová (roz. Hughesová)                 | Hospodyně na Downtonu                              | Dana Syslová          | 1,2,3,4,5,6 |
| Elizabeth McGovern    | Lady Cora Crawleyová, hraběnka Granthamová       | Manželka lorda Granthama                           | Simona Postlerová     | 1,2,3,4,5,6 |
| Sophie McShera        | Daisy Masonová (roz. Robinsonová)                | Pomocnice v kuchyni na Downtonu                    | Anna Suchánková       | 1,2,3,4,5,6 |
| Lesley Nicol          | Beryl Patmoreová                                 | Kuchařka na Downtonu                               | Naďa Konvalinková     | 1,2,3,4,5,6 |
| Amy Nutall            | Ethel Parksová                                   | Služebná                                           | Kristýna Hlaváčková   | 2,3         |
| Maggie Smithová       | Violet Crawleyová, hraběnka vdova Granthamová    | Matka lorda Granthama                              | Alena Vránová         | 1,2,3,4,5,6 |
| Dan Stevens           | Matthew Crawley †                                | Syn Isobel Greyové, manžel Mary Crowleyová         | David Švehlík         | 1,2,3       |
| Penelope Wilton       | Isobel Greyová, lady Mertonová (roz. Crawleyová) | Matka Matthewa Crawleyho                           | Růžena Merunková      | 1,2,3,4,5,6 |
| Jonathan Coy          | George Murray                                    | Právník rodiny Granthamových                       | Miroslav Táborský     | 1,2,3,5     |
| Charlie Cox           | Vévoda z Crowborough                             | Návštěvník na Downtonu                             | Michal Jagelka        | 1           |
| Theo James            | Kemal Pamuk †                                    | Turecký velvyslanec                                | Václav Rašilov        | 1           |
| Brendan Patricks      | Ctihodný Evelyn Napier                           | Nápadník Mary Crawleyové                           | Svatopluk Schuller    | 1,4,6       |
| Kevin Doyle           | Joseph Molesley                                  | Majordom Isobel Grayové, později lokaj na Downtonu | Otakar Brousek mladší | 1,2,3,4,5,6 |
| David Robb            | Dr. Richard Clarkson                             | Doktor                                             | Pavel Rímský          | 1,2,3,4,5,6 |
| Zoe Boyle             | Lavinia Swireová †                               | Snoubenka Matthewa Crawleyho                       | Lucie Štěpánková      | 2           |
| Samantha Bond         | Lady Rosamund Painswicková                       | Sestra lorda Granthema                             |                       | 1,2,3,4,5,6 |
| Lily James            | Lady Rose Aldridgeová (roz. MacClareová)         | Neteř lorda Granthama                              |                       | 3,4,5,6     |
| Matt Barber           | Ctihodný Atticus Aldridge                        | Manžel lady Rose                                   |                       | 5,6         |
| Raquel Cassidy        | Phillis Baxterová                                | Komorná lady Granthamové                           |                       | 4,5,6       |
| Robert Bathurst       | Sir Anthony Strallan                             | Snoubenec lady Edith                               | Vladislav Beneš       | 1,2,3       |
| Douglas Reith         | Richard Grey, lord Merton                        | Manžel Isobel Greyové                              |                       | 3,4,5,6     |
| Rade Sherbedgia       | Kníže Igor Kuragin                               | Ruský uprchlík, bývalý milenec hraběnky vdovy      | Ladislav Potměšil     | 5           |
| Jeremy Swift          | Septimus Spratt                                  | Majordom hraběnky vdovy                            | Martin Zahálka        | 4,5,6       |
| Allen Leech           | Tom Branson                                      | Šofér na Downtonu, manžel Lady Sybil Bransonové    | Jakub Wehrenberg      | 1,2,3,4,5,6 |

## Vysílání
| Řada | Díly   | Premiéra ve VB | Premiéra ve VB                                 | Premiéra v ČR  | Premiéra v ČR                                          |
| Řada | Díly   | První díl      | Poslední díl                                   | První díl      | Poslední díl                                           |
| ---- | ------ | -------------- | ---------------------------------------------- | -------------- | ------------------------------------------------------ |
| 1    | 7      | 26. září 2010  | 7. listopadu 2010                              | 4. ledna 2012  | 15. února 2012                                         |
| 2    | 8 (+1) | 18. září 2011  | 6. listopadu 2011 25. prosince 2011 (speciál)  | 22. února 2012 | 11. dubna 2012 18. a 25. dubna 2012 (speciál)          |
| 3    | 8 (+1) | 16. září 2012  | 4. listopadu 2012 25. prosince 2012 (speciál)  | 5. září 2013   | 24. října 2013 31. října a 7. listopadu 2013 (speciál) |
| 4    | 8 (+1) | 22. září 2013  | 10. listopadu 2013 25. prosince 2013 (speciál) | 5. září 2014   | 24. října 2014 31. října a 7. listopadu 2014 (speciál) |
| 5    | 8 (+1) | 21. září 2014  | 9. listopadu 2014 25. prosince 2014 (speciál)  | 4. září 2015   | 23. října 2015 30. října a 6. listopadu 2015 (speciál) |
| 6    | 8 (+1) | 20. září 2015  | 8. listopadu 2015 25. prosince 2015 (speciál)  | 21. dubna 2017 | 16. června 2017 23. června a 30. června 2017 (speciál) |

## Přijetí

### Kritika
- Věra Míšková, Právo / Novinky.cz, 75 %[3]

### Ocenění
První série byla v roce 2011 nominována na 7 cen BAFTA, kde získala 2 ceny. Dále byla nominována na 11 cen Emmy a získala některá další mezinárodní ocenění.